# Kraśnik (osada w województwie lubelskim)
Kraśnik – osada w Polsce położona w województwie lubelskim, w powiecie kraśnickim, w gminie Kraśnik.
W latach 1975–1998 miejscowość administracyjnie należała do województwa lubelskiego.